# Dmitri Popov
Dmitri Lvóvitx Popov - Дмитрий Львович Попов (rus) - (27 de febrer de 1967, Moscou, Rússia), és un exfutbolista rus. Jugava de migcampista i el seu primer equip va ser el FC Shinnik Yaroslavl de Rússia. També va jugar en el Spartak de Moscou i en el Racing de Santander.
Actualment treballa en la secretaria tècnica del Spartak de Moscou.

## Clubs
| Club                | País    | Anys        |
| ------------------- | ------- | ----------- |
| Shinnik Yaroslavl   | URSS    | 1984 - 1989 |
| Spartak de Moscou   | Rússia  | 1989 - 1993 |
| Racing de Santander | Espanya | 1993 - 1996 |
| SD Compostela       | Espanya | 1996 - 1999 |
| CD Toledo           | Espanya | 1999        |
| Maccabi Tel Aviv    | Israel  | 2000        |

## Selecció
Popov ha estat 21 vegades internacional per la selecció de Rússia, marcant quatre gols. Va formar part de l'equip rus al Mundial de Futbol dels Estats Units 1994.